# Giovanna Schettino
Giovanna Schettino (Castellammare di Stabia, 26 de febrero de 1998) es una deportista italiana que compitió en remo. Ganó una medalla de oro en el Campeonato Mundial de Remo de 2017, en la prueba cuatro scull ligero.

## Palmarés internacional
| Campeonato Mundial | Campeonato Mundial        | Campeonato Mundial | Campeonato Mundial  |
| Año                | Lugar                     | Medalla            | Prueba              |
| ------------------ | ------------------------- | ------------------ | ------------------- |
| 2017               | Sarasota (Estados Unidos) | Medalla de oro     | Cuatro scull ligero |